# Univers d'Alien vs. Predator
Pour les articles homonymes, voir Aliens vs. Predator.

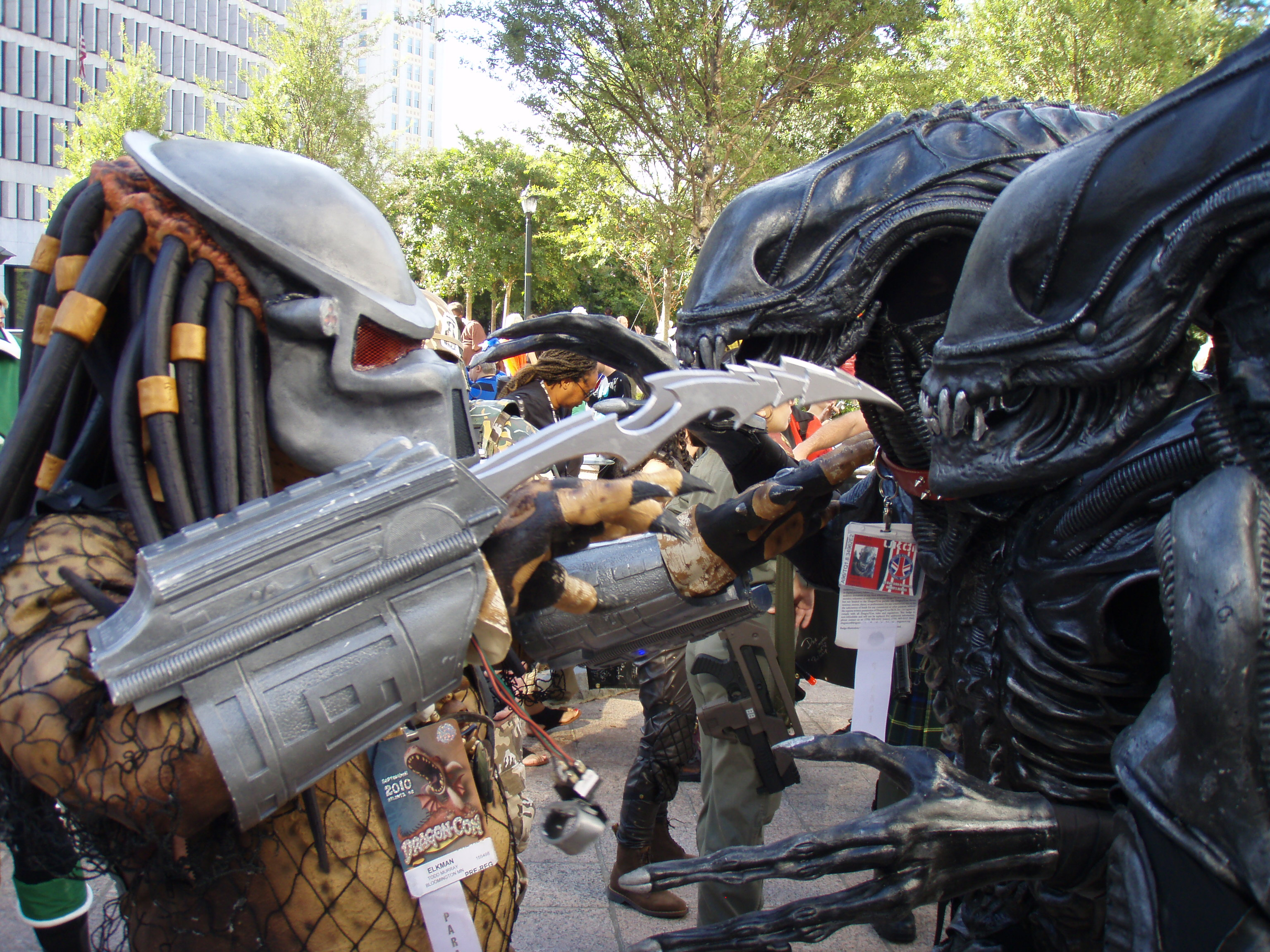
Un Predator affronte deux Aliens juste avant la parade du Dragon Con 2010.

L'univers d'Alien vs. Predator (ou Aliens versus Predator) est un ensemble de films, romans, bandes dessinées et de jeux vidéo mêlant des personnages de l’univers d'Alien à ceux de l’univers de Predator.

## Présentation
À l'origine, il y a deux films de science-fiction. Alien - Le huitième passager de Ridley Scott sort sur les écrans en 1979. Ce premier film pose les bases de l'univers : la créature Alien, la compagnie Weyland-Yutani et des humains qui colonisent l'espace. Le deuxième film, Aliens le retour de James Cameron en 1986, développe cet univers : les marines coloniaux font leur apparition et le scénario permet d'en savoir un peu plus sur la compagnie et le mode de vie de l'Alien.
L'année suivante sort sur les écrans Predator. Dirigé par John McTiernan, l'histoire de ce film est contemporaine à sa sortie. Un commando d'élite est confronté, lors d'une mission dans la jungle, à une créature extraterrestre dont le passe-temps favori est la chasse d'autres formes de vie intelligente dangereuses et qui représentent donc un défi promettant gloire et honneur à qui saura le relever.
Deux ans plus tard, en 1989, Dark Horse Comics publie une bande dessinée qui met en scène les deux monstres de l'espace. D'autres rencontres des deux créatures  sont ensuite réalisées avec des personnages aussi divers que Terminator, Superman, RoboCop ou Batman. L'idée se répercute de façon subtile dans le second film de Predator en 1990. Dans la scène finale du film, est visible un crâne d'Alien dans la salle des trophées du vaisseau spatial des Predators.
À l’origine, après la sortie Alien 3, un long métrage Alien vs. Predator devait voir le jour. Le scénario est écrit par Peter Briggs, où il suivait précisément la bande dessinée. Alors que la production était fin prête à démarrer, certains producteurs de la franchise Alien doutaient beaucoup de ce projet, en particulier Brandywine et David Giler, qui y sont totalement opposés craignant que ce film allait détruire la franchise Alien. Le projet est finalement abandonné, mais pas l’idée qui sera conservée. D’ailleurs, c’est pour cette raison  que l’actrice Sigourney Weaver accepte de reprendre le rôle d’Ellen Ripley dans Alien, la résurrection, justement pour empêcher que Alien vs. Predator puisse voir le jour. L’actrice a même déclaré en interview « Ils voulaient faire Alien vs. Predator, une idée que je trouve épouvantable. »
En 2004, sort finalement sur les écrans le long métrage Alien vs. Predator de Paul W. S. Anderson qui réunit pour la première fois à l'écran les deux monstres. Une suite au film est ensuite produite en 2008 sous le titre Aliens vs. Predator: Requiem.

## Plan de lecture
| Date | Titre                                            | Réalisateur / Studio / Auteur | Année |
| ---- | ------------------------------------------------ | ----------------------------- | ----- |
| 2002 | Aliens versus Predator 2: Primal Hunt (prologue) | Monolith Productions          | 2002  |
| 2004 | Alien vs. Predator                               | Paul W. S. Anderson           | 2004  |
| 2004 | Aliens vs. Predator: Requiem                     | Colin Strause, Greg Strause   | 2008  |
| 2230 | Aliens versus Predator 2: Primal Hunt            | Monolith Productions          | 2002  |
| 2231 | Aliens versus Predator 2                         | Monolith Productions          | 2001  |

## Films

### Box-office
| Film                         | Année | Budget        | Box-office    | Box-office        | Box-office     | Box-office    | Références |
| Film                         | Année | Budget        | États-Unis    | France            | Reste du monde | Monde         | Références |
| ---------------------------- | ----- | ------------- | ------------- | ----------------- | -------------- | ------------- | ---------- |
| Alien vs. Predator           | 2004  | 60 000 000 $  | 80 282 231 $  | 876,848 entrées   | 92 262 423 $   | 172 544 654 $ | ,          |
| Aliens vs. Predator: Requiem | 2007  | 40 000 000 $  | 41 797 066 $  | 601,745 entrées   | 87 087 428 $   | 128 884 494 $ | ,          |
| Total                        | Total | 100 000 000 $ | 122 079 297 $ | 1 478 593 entrées | 179 349 851 $  | 301 429 148 $ |            |

## Principaux événements

### 2004
Charles Bishop Weyland découvre un signal étrange émanant d'une pyramide au cœur de l'Antarctique. Il constitue une équipe archéologique faite de scientifiques, spécialistes de la glace et de mercenaires. Charles Weyland est malade et veut marquer l'histoire par cette découverte.
Il s'avère que ce signal est un piège des Predators qui cherchent du gibier pour les Facehuggers afin de commencer une nouvelle chasse à l'Alien. La chasse a failli mal tourner car la reine Alien manque de s'échapper. L'équipe est décimée par les « monstres » et les « chasseurs ». Weyland sera la dernière victime des Predators. Alexa Woods, dernière survivante humaine, et le Predator survivant s'allient pour combattre les Aliens. La pyramide est détruite, les Aliens de ce temple également.
Le Predator, gravement blessé, est rapatrié à bord de son vaisseau mère qui attendait en orbite. Le Predator ayant en réalité été infecté par un Facehugger dans la pyramide, un Chestbuster éclot (c'est donc un Alien issu d'un Predator, le Predalien). Le Predalien se glisse dans un Chasseur Predator, petit vaisseau de chasse qui se sépare du vaisseau mère (cette scène n'est visible que dans la version non censurée de AVP: Requiem, c'est pourquoi le vaisseau paraît assez petit quand il s'écrase par rapport à sa taille d'origine vue dans AVP). Le Predalien met l'équipage du vaisseau en difficulté et celui-ci s'écrase près d'une petite bourgade américaine. Une multitude de Facehuggers issus d'un élevage contenu dans le vaisseau se répand dans la nature, générant une multitude d'Aliens aux environs de la ville puis en ville (par hôtes humains).
Sur sa planète d'origine, un Predator voit le journal de bord du vaisseau attaqué par le Predalien et décide de venir sur Terre afin d'effacer toute trace du vaisseau et de ses occupants (Aliens et Predaliens inclus), ainsi que les témoins éventuels. Les Aliens étant trop nombreux et trop puissants, même pour la Garde nationale des États-Unis, le gouvernement décide d'atomiser la ville (y compris le Predator, le Predalien et tous les Aliens). Peu de temps après, Yutani Corporation, spécialisée dans les techniques de pointe, se rapproche de Weyland Industries.

### 2230-2231
Environ un demi-siècle après les événements de Aliens et Alien³, la Weyland-Yutani Corporation guidée par les informations trouvées dans le Derelict, découvre la planète LV-1201 infestée d'aliens ainsi que les restes d'une ancienne civilisation extraterrestre.
Cette civilisation a notamment laissé sur place un temple dans lequel un artefact permet de contrôler les Aliens mais une série d'incidents met rapidement en péril la nouvelle colonie qui est finalement détruite. Par la suite, la compagnie Weyland-Yutani fait faillite et est rachetée par une société concurrente.